# Iván Piris
Iván Rodrigo Piris Leguizamón (Assunção, 10 de março de 1989) é um futebolista paraguaio que atua como lateral-direito. Atualmente, joga pelo Deportivo Recoleta.

## Carreira
Piris começou aos 6 anos em uma escola de futebol chamada "Las Águilas Verdes", em seguida, foi para o "11 Estrelas" Itauguá até depois para a escola de futebol de Espinoza. Ele estreou na primeira divisão em 19 de outubro de 2008 contra o 12 de Octubre. Foi eleito jogador revelação em 2008 por uma votação no site Teledeportes.1
No entanto, a sua consolidação definitiva seria apenas a segunda metade de 2010, sendo reconhecido através da raça entregue em cada jogo. Ele jogou várias partidas na Copa Libertadores de 2011, um deles, contra o Colo-Colo, marcou seu primeiro gol como profissional.
No dia 19 de julho de 2011, Piris foi anunciado como novo reforço do São Paulo. O jogador foi contratado por um grupo de investidores ingleses por US$ 3 milhões (R$ 4,7 milhões) e foi repassado para o Sâo Paulo até 2013. Fez sua estreia pelo São Paulo contra o Vasco da Gama, em partida que terminou em 2 a 0 pra equipe carioca. Em seu segundo jogo, contra o Bahia recebeu seu primeiro cartão vermelho com a camisa Tricolor por dar um carrinho por trás sem bola no adversário. Marcou seu primeiro e único gol pelo São Paulo na partida contra o Ceará.
Em 17 de julho de 2012, a Roma chegou a um acordo com o São Paulo pelo empréstimo de Piris.No dia 2 de setembro de 2013, acertou com o Sporting CP.
Em 2014, foi emprestado a Udinese. Após ter feito uma boa temporada, foi contratado em definitivo pela equipe italiana em 2015, assinando contrato até 2020.
Em 13 de julho de 2016, assinou com o Monterrey, do México.
Em 30 de julho de 2018, assinou por empréstimo de uma temporada com o Newell's Old Boys.

### Seleção nacional
Em 2011, Piris foi relacionado com seleção principal do Paraguai. Fez sua estreia em 03 de julho de 2011 contra o Equador na Copa América. Piris já havia feito parte da equipe paraguaia que conquistou o vice-campeonato sub-20 no Sul-Americano de 2009, na Venezuela, e jogou a Copa do Mundo sub-20, também em 2009, chegando até as oitavas-de-final.

## Estatísticas
Atualizado até 4 de outubro de 2019.

### Clubes
| Equipe            | Temporada | Campeonato nacional | Campeonato nacional | Copa nacional | Copa nacional | Competições continentais[b] | Competições continentais[b] | Outros torneios[c] | Outros torneios[c] | Total | Total |
| Equipe            | Temporada | Jogos               | Gols                | Jogos         | Gols          | Jogos                       | Gols                        | Jogos              | Gols               | Jogos | Gols  |
| ----------------- | --------- | ------------------- | ------------------- | ------------- | ------------- | --------------------------- | --------------------------- | ------------------ | ------------------ | ----- | ----- |
| São Paulo         | 2011      | 17                  | 1                   | –             | –             | 4                           | 0                           | –                  | –                  | 21    | 1     |
| São Paulo         | 2012      | 3                   | 0                   | 2             | 0             | –                           | –                           | 16                 | 0                  | 21    | 0     |
| São Paulo         | Total     | 20                  | 1                   | 2             | 0             | 4                           | 0                           | 16                 | 0                  | 42    | 1     |
| Roma              | 2012–13   | 29                  | 0                   | 3             | 0             | –                           | –                           | –                  | –                  | 32    | 0     |
| Roma              | Total     | 29                  | 0                   | 3             | 0             | –                           | –                           | –                  | –                  | 32    | 0     |
| Sporting          | 2013–14   | 6                   | 0                   | 1             | 0             | –                           | –                           | –                  | –                  | 7     | 0     |
| Sporting          | Total     | 6                   | 0                   | 1             | 0             | –                           | –                           | –                  | –                  | 7     | 0     |
| Udinese           | 2014–15   | 31                  | 0                   | 1             | 0             | –                           | –                           | –                  | –                  | 32    | 0     |
| Udinese           | 2015–16   | 27                  | 0                   | 2             | 0             | –                           | –                           | –                  | –                  | 29    | 0     |
| Udinese           | Total     | 58                  | 0                   | 3             | 0             | –                           | –                           | –                  | –                  | 61    | 0     |
| Monterrey         | 2016–17   | 31                  | 0                   | 5             | 0             | 3                           | 0                           | –                  | –                  | 39    | 0     |
| Monterrey         | Total     | 31                  | 0                   | 5             | 0             | 3                           | 0                           | –                  | –                  | 39    | 0     |
| León              | 2017–18   | 14                  | 0                   | 7             | 2             | –                           | –                           | –                  | –                  | 21    | 2     |
| León              | Total     | 14                  | 0                   | 7             | 2             | –                           | –                           | –                  | –                  | 21    | 2     |
| Newell's Old Boys | 2018–19   | 9                   | 0                   | 1             | 0             | –                           | –                           | –                  | –                  | 10    | 0     |
| Newell's Old Boys | Total     | 9                   | 0                   | 1             | 0             | –                           | –                           | –                  | –                  | 10    | 0     |
| Libertad          | 2019      | 23                  | 0                   | 0             | 0             | 12                          | 0                           | –                  | –                  | 35    | 0     |
| Libertad          | Total     | 23                  | 0                   | 0             | 0             | 12                          | 0                           | –                  | –                  | 35    | 0     |

- b. ^ Jogos da Copa Sul-Americana e Liga dos Campeões da CONCACAF
- c. ^ Jogos do Campeonato Paulista

## Títulos
Cerro Porteño
- Campeonato Paraguaio: 2009 (Apertura)